# E692
La ruta europea E692 és una carretera que forma part de la Xarxa de carreteres europees. Comença a Batum (Geòrgia) i finalitza a Samtrèdia (Geòrgia). Té una longitud de 100 km. Té una orientació d'oest a est.